# Kurt-Schumacher-Brücke (Koblenz)
Die Kurt-Schumacher-Brücke ist die jüngste Brücke über die Mosel in Koblenz. Sie verbindet die Stadtteile Metternich und Moselweiß mit Anschlüssen an die B 416 und B 49. Die dritte Straßenbrücke der Stadt über die Mosel bei Kilometer 3,95 hat eine Länge von 355 m und wurde 1990 fertiggestellt. Sie ist nach Kurt Schumacher, dem ersten SPD-Vorsitzenden in Westdeutschland nach dem Zweiten Weltkrieg, benannt worden.

## Geschichte
Die B 9 stellt die Hauptverkehrsachse in Nord-Süd-Richtung durch Koblenz dar. Die Überquerung der Mosel über die Europabrücke stellt dabei ein Nadelöhr dar. Obwohl die Europabrücke bereits 1974 auf acht Spuren verbreitert wurde, war die Brücke zusehends überlastet. Das Verkehrsaufkommen hatte sich in den 1980er Jahren übermäßig erhöht. Es wurde somit immer dringlicher, die Europabrücke zu entlasten und eine neue Querung über die Mosel zu schaffen. Mit Errichtung der Kurt-Schumacher-Brücke auf der Westseite der Innenstadt von Koblenz wurde erreicht, dass der Verkehr der linken Moselseite noch vor der Europabrücke in das Zentrum und das in Moselweiß gelegene Verwaltungszentrum geleitet wird.
Die Grundsteinlegung durch Oberbürgermeister Willi Hörter wurde am 15. Juli 1987 gefeiert. Die Verkehrsfreigabe erfolgte nach 2½-jähriger Bauzeit am 20. August 1990. Die Baukosten der Kurt-Schumacher-Brücke betrugen 67 Mio. DM (68.311.668 €).
Die ersten Sanierungsmaßnahmen, bei denen Verschleißteile ausgetauscht wurden, fanden im Juni/Juli 2014 statt. Im selben Jahr lehnte die Stadt Koblenz eine Anbindung auf der Ostseite der Kurt-Schumacher-Brücke durch einen Tunnel unter der Moselstrecke hindurch zur Beatusstraße in der Goldgrube ab. Moselweißer Bürger fordern diese Anbindung, da man mit Bau der Nordtangente (2015–2016), einer Verbindung von der B 9 (Bubenheimer Kreisel) zum westlichen Brückenanschluss, eine weitere Verkehrsbelastung des Stadtteils befürchtet.

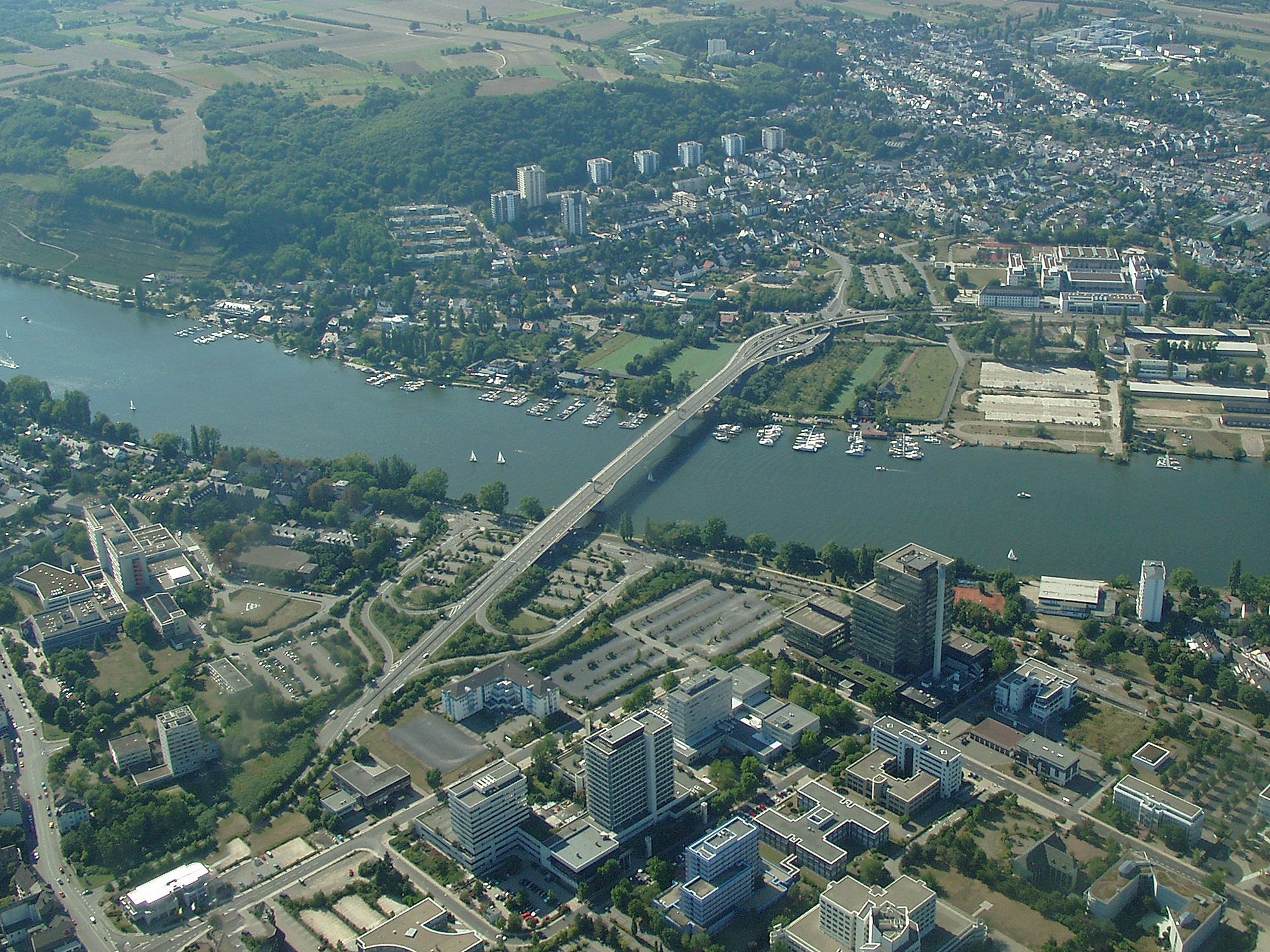
Luftbild der Kurt-Schumacher-Brücke 2003
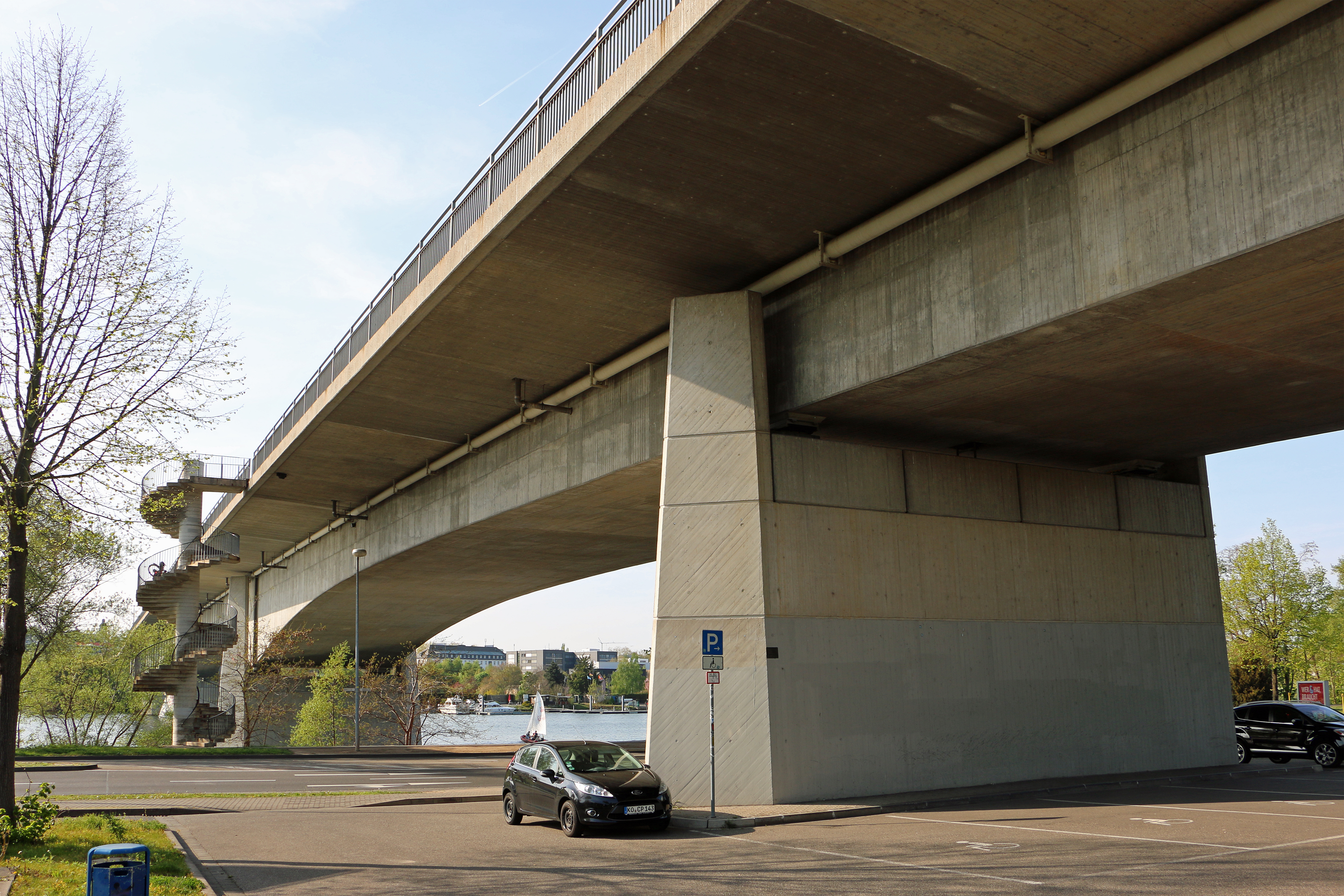
Blick auf den Pfeiler auf Moselweißer Seite
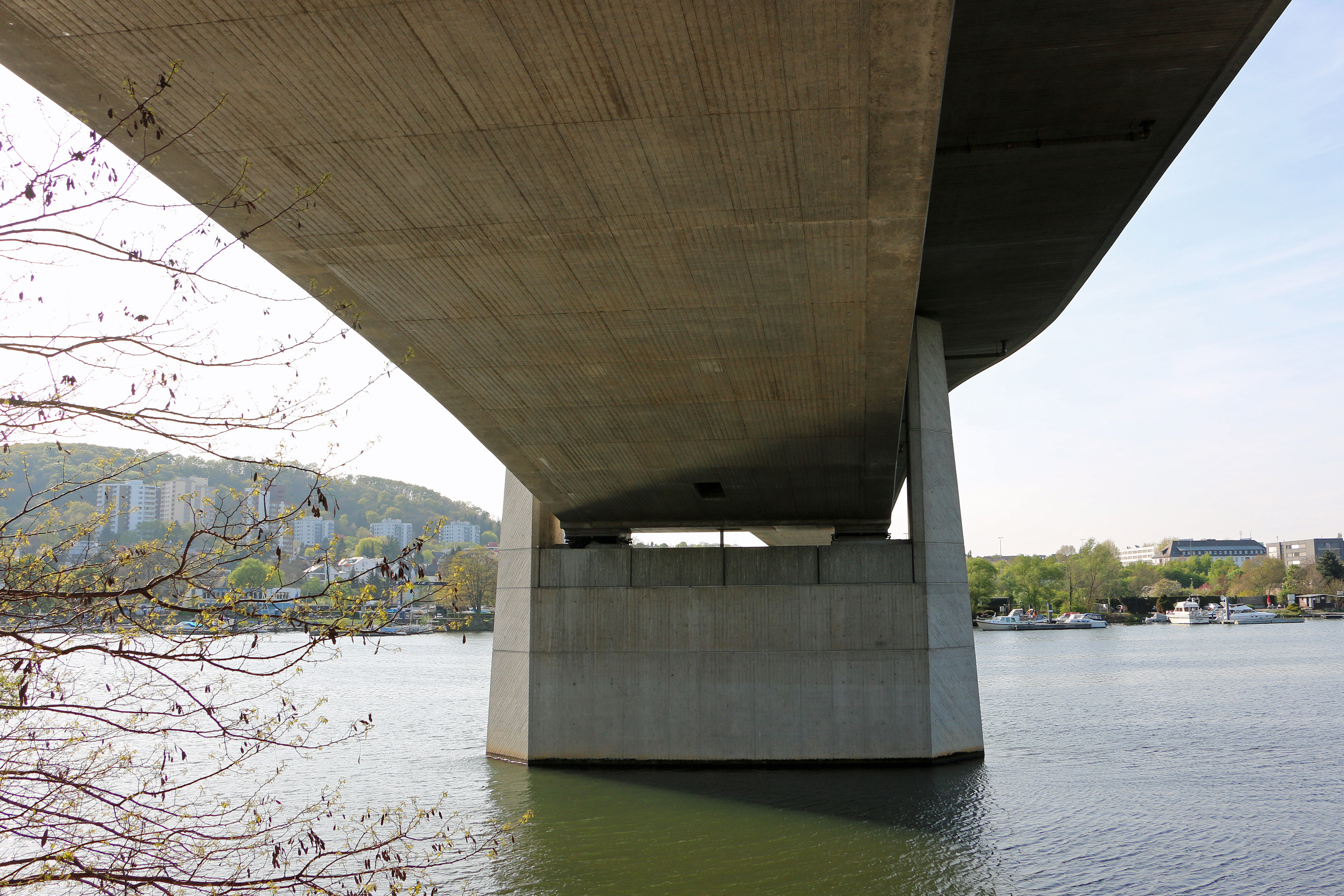
Blick auf den Flusspfeiler
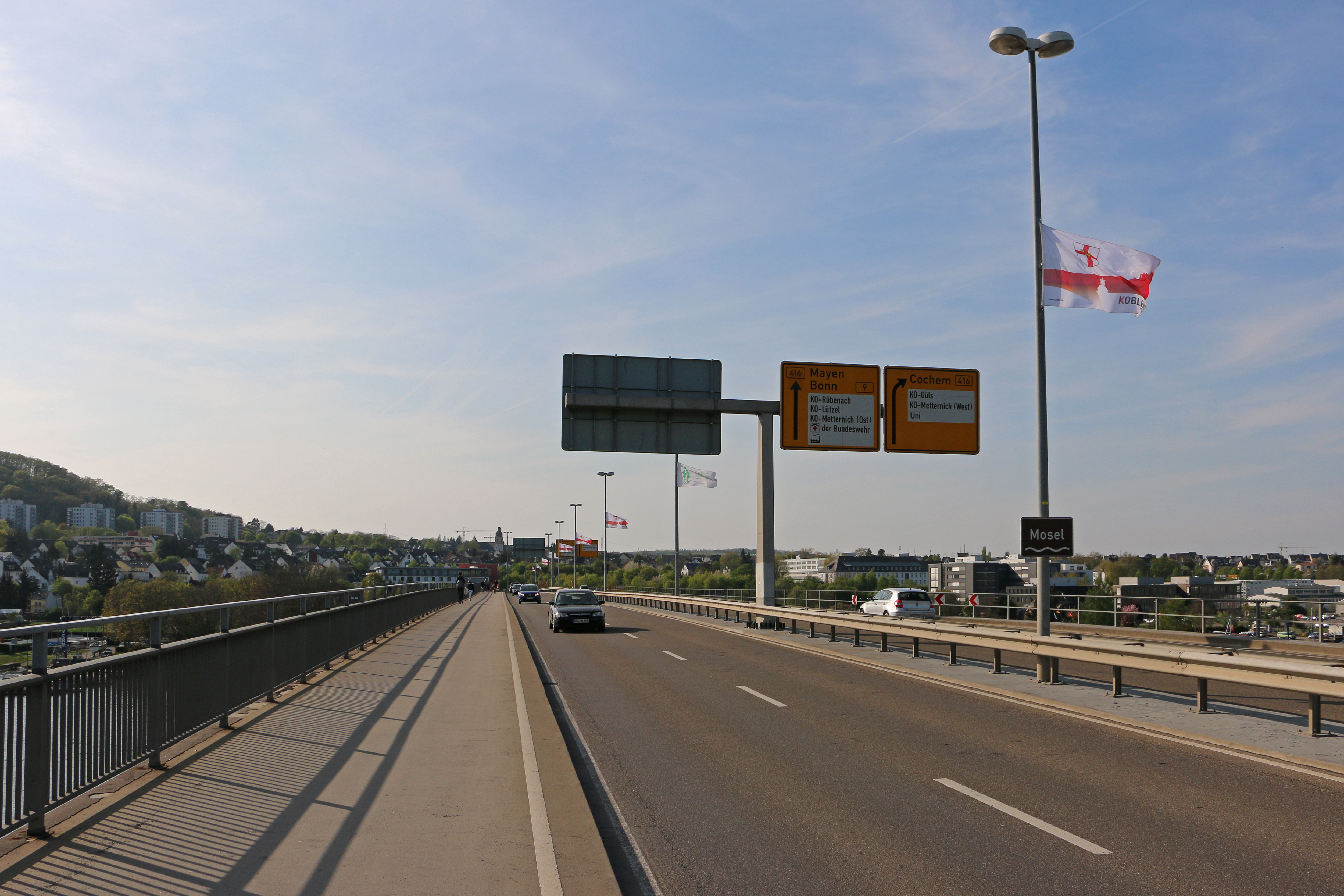
Die Fahrbahntafel mit dem Fuß- und Radweg links

## Bau
Die Kurt-Schumacher-Brücke ist eine gevoutete Balkenbrücke aus Spannbeton und hat eine Länge von 355 m. Sie besitzt vier Fahrspuren sowie einen Fuß- und Radweg auf der Südseite. Die Höhe der Fahrbahntafel über der Wasseroberfläche beträgt in Brückenmitte etwa 15 Meter. Die Wassertiefe in Brückenmitte (Fahrrinne) beträgt etwa fünf Meter. Auf beiden Anschlussseiten befindet sich unter der Brücke jeweils ein P+R-Parkplatz.